# 591808 Dienesvaleria
591808 Dienesvaleria este o planetă minoră (asteroid) din centura de asteroizi. A fost descoperită pe 20 octombrie 2012 la Piszkéstetői Obszervatórium⁠(d) de . 
Obiectul prezintă o orbită caracterizată de o semiaxă mare de 2,8044323422386 UAi, o excentricitate de 0,16405519878799, o înclinație de 7,7983500989233 ° în raport cu ecliptica.